# Георги Раковски
Георги Стойков Раковски (по рождение Съби Стойков Попович, известен и като Георги Сава Раковски) е български революционер и възрожденец. Раковски е основоположник на организираната националнореволюционна борба за освобождаването на България, революционен демократ, писател, поет, публицист, журналист, историк и етнограф/етнолог.

## Биография

### Семейство и образование
Роден е като Съби Стойков Попович на 2 април (14 април нов стил) 1821 година в град Котел в семейството на сравнително заможния търговец и занаятчия Стойко Попович и Руска Мамарчева. Дядо му Съби Попович е известен търговец на кожи и поддържа оживени връзки с румънските градове. Чорбаджи Стойко Попович е уважаван терзия, водач на местните еснафи. Той е родом от сливенското село Раково, откъдето идва и приемното фамилното име Рàковски. Майката на Раковски, Руска, е сестра на Георги Мамарчев, един от организаторите на Велчовата завера през 1835 година в Търново, капитан от руската армия, който през юли 1829 година освобождава по време на Руско-турската война (1828 – 1829) Котел и Сливен. Това подтиква Съби да смени малкото си име на Георги, в чест на вуйчо си. 
Родната къща на Раковски в Котел не е запазена. Поставена е паметна плоча, указваща мястото, където се е намирала – на ул. „Иван Сивов“, непосредствено зад сградата на община Котел.
В отрязъка между 1828 и 1834 година Георги Раковски учи в килийното училище в родния си град, където освен български изучава и гръцки език. През 1834 година постъпва в училището в Карлово, където учител му е Райно Попович. Раковски напуска Карлово през 1836 година заради върлуващата по това време чумна епидемия.
Раковски оказва голямо влияние на Васил Априлов и първите български борци с елинизма. Самият Априлов, който до този момент носи гръцко име, сменя името си под влияние на Раковски. 
В края на 1837 година Раковски заедно с баща си заминава за Цариград, където продължава образованието си в известното гръцко училище в Куручушме, където се подписва като Савас Стефанидис. Там Раковски изучава философия, красноречие, богословие, математика, латински език, физика, химия, френски, персийски, арабски, санскрит и други предмети. Под влияние най-вече на Неофит Бозвели, но също така на Иларион Макариополски и Сава Доброплодни, Раковски се включва в борбата за църковна независимост.

### Начало на революционната дейност
През лятото на 1841 година Раковски напуска Цариград и заминава за Браила, където се готви за бунт. Там Раковски става учител по гръцки и френски език с помощта на приятели от Котел. Още с пристигането си в града Раковски успява да си издейства гръцки паспорт от гръцкия консул в града и се подвизава под името Георги Македон. За участието му в Браилския бунт от февруари 1842 година е осъден на смърт от местните власти, но като гръцки поданик е предаден на гръцките власти за изпълнение на присъдата. Подпомогнат от гръцкия посланик в Цариград Маврокордатос, Раковски успява да избяга и се установява в Марсилия, където прекарва година и половина. Установява връзка с учещите в Атина българи и създава Македонско общество и Славяно-българско ученолюбиво дружество.
След завръщането си в Котел заедно с баща си Раковски участва в борбата на местните еснафи против чорбаджиите. Наклеветени пред османските власти като бунтовници, те са арестувани, осъдени на 7 години затвор и откарани в Цариград за излежаване на присъдата. В затвора Раковски престоява от 1845 до 1848 година.
Излизайки на свобода, той отново продължава своята революционна дейност. През 1851 – 1854 година пише няколко текста, запазени до днес в ръкопис: „Три съня“, „Неповинен българин“ и „Дневник на четата“. След избухването на Кримската война (1853) Раковски заедно с група българи създава в Свищов „Тайното общество“, което има за задача да събира пари за освобождението и сведения за османските войски, и да ги предава на руското военно командване. Новосъздаденото Тайно общество приема като знаме на бъдещата българска република трибагреника – бяло, зелено и червено. За осъществяването на тази задача Раковски и неговите другари постъпват като преводачи в турската армия. Тяхната дейност обаче е разкрита и той отново е арестуван. При отвеждането му в Цариград успява да избяга. Членовете на Тайното общество продължават да събират средства, под формата на дарения за читалище, като внасят 20 процента, а 80% отиват за въоръжение.
През юни 1854 година Раковски организира чета от дванадесет души и броди с нея из Източна Стара планина. Тогава прави опит да се свърже и с руските войски, които по това време са преминали на юг от река Дунав. През есента руската армия се изтегля отвъд Дунава и Раковски разпуска четата си. Известно време се укрива в Котел, където написва преживяното от него в цариградския затвор. По това време написва и първата редакция на поемата си „Горски пътник“.

### Раковски в Сръбско
В края на 1855 година Георги Раковски се установява в Букурещ, където завършва втората редакция на поемата „Горски пътник“, но още на следващата година се премества в Нови Сад в Австрийската империя, където издава „Предвестник горскаго пътника“. Тук той започва и редактирането на вестник „Българска дневница“. Издава и пробния брой на вестник „Дунавски лебед“. През 1857 година Раковски започва печатането на поемата „Горски пътник“. През същата година по настояване на османските власти той е изгонен от Нови Сад и се прехвърля отново във Влашко. Живее известно време в Галац и Яш, където участва в подготовката за създаване на Болградската гимназия, носеща днес неговото име.
На 7 март 1858 година Раковски преминава от Молдова в Руската империя, тъй като османското правителство оказва силен натиск за екстрадирането му върху молдовския княз Никола Богориди, представител на видния котленски род Богориди. След кратък престой в Кишинев, в края на март той пристига в Одеса, където е приет в дома на видния български търговец Никола Тошков. Със съдействието на Николай Палаузов е назначен за надзирател на българските ученици в Одеската семинария, но радикалните му възгледи предизвикват недоволство и по настояване на Стефан Тошкович е уволнен.
Със съдействието на Одеското българско настоятелство Раковски прави неуспешни опити да започне издаването на български вестник в Одеса, а през 1859 година публикува етнографската книга „Показалец или ръководство как да се изискват и издирят най-стари чьрти нашего бытиа, языка, народопоколениа, стараго ни правлениа, славнаго ни прошествиа и проч.“, която посвещава на Никола Тошков.
През есента на 1860 година Раковски се премества в столицата на Сръбското Княжество – Белград, където продължава своите исторически изследвания. Тук започва и издаването на вестник „Дунавски лебед“, в който се засягат теми от политическо, просветно и стопанско естество, но и такива, свързани с църковно-националната борба, единството на българския народ и др.
По това време започва последното значително преселване на българи в Руската империя, инициирано от руските дипломатически представителства и засегнало главно Видинско, Белоградчишко и Ломско. Раковски започва енергична кампания срещу обезбългаряването на региона и през 1861 година издава брошурата „Преселение в Русия или руската убийствена политика за българите“, в която остро критикува руската политика. Освен това той води оживена кореспонденция по въпроса с общественици, като Пандели Кисимов и Кръстьо Пишурка, и публикува в своя вестник „Дунавски лебед“ десетки статии срещу преселването, както и кореспонденции за тежките условия, при които са поставени преселниците в Руската империя. В резултат и на кампанията на Раковски бежанската вълна бързо затихва, в Ломско руски агенти са прогонвани от българските села, а във Видин тълпи от селяни обсаждат руското консулство, настоявайки да получат обратно паспортите си.
Докато е в Белград, Раковски пише статия в своя вестник и срещу англичаните и издевателствата им спрямо индийския народ. Вестникът излиза на български и на френски език. Публикациите му получават международен отзвук, а индийците го припознават като свой национален герой. През 1998 г. президентът Петър Стоянов открива първото българско училище в Делхи, което носи името „Георги Раковски“.

През 1861 година Раковски изготвя „План за освобождението на България“ и „Статут за едно Привременно българско началство в Белград“. Тези две съчинения бележат нов етап на идейното развитие на Раковски. В тях той за пръв път излиза с идеята за създаване на „ръководен център на борбата“, както и организирането на територията на Сръбското Княжество на една армия, която да премине в България и да вдигне на въстание българското население. За ръководство на въстанието Раковски предвижда едно Привременно българско правителство, което е създадено през юни 1862 година в Белград под негово председателство.
На него се възлагало управлението на всички дела, отнасящи се до „всеобщото българско въстание“. В духа на тези разбирания Раковски се заема и с организирането на революционната армия и такава е създадена през 1862 година в лицето на Първата българска легия в Белград. През юни 1862 година Легията участва в боевете с турския гарнизон на белградската крепост Калемегдан. Нейното разтурване (след нормализиране на отношенията между Сърбия и Османската империя) показва слабата страна в плана на Раковски. Поставянето на ръководния център вън от пределите на страната, както и изграждането на революционна армия на чужда територия поставяли националнореволюционното движение в зависимост от политиката и целта на други държави. В същото време напрегнатите отношения между Османската империя и балканските държави давали основание на Раковски да вярва, че е възможно изграждането на един балкански съюз, в който да бъде отредено място и на българския народ.

### Последни години
През пролетта на 1863 година, със съгласието на сръбското правителство, Раковски предприема разговори в тази насока в Атина и Цетина с видни обществени и политически дейци. След неуспеха на мисията си, в края на 1863 година Раковски се установява отново в Букурещ, където се надява да намери по-добри условия за осъществяването на своите идеи. Там от март 1864 година започва издаването на вестник „Бъдущност“. След спирането на вестника на 19 юли 1864 година Раковски издава на български и румънски език и единствения брой на вестник „Бранител“ с цел създаване на българско-румънски съюз. Същевременно успява да довърши и през 1865 година да издаде подготвеното още в Одеса списание „Българска старина“.
В края на 1866 година Раковски образува „Върховно народно българско гражданско началство“ в лицето на Тайния централен български комитет (ТЦБК). Според Христо Македонски обаче ТЦБК е създаден без знанието и одобрението на Раковски. Ръководството на новата организация се състои от седмина членове: председател, подпредседател и още петима членове. Неговата задача е да координира, организира и да изпраща чети в поробената България, като по такъв начин да бъде сложен край на безразборното прехвърляне на такива чети в българските земи.
През 1866 година Раковски отново посещава Руската империя, прекарва известно време в Кишинев, Каприянския манастир и Одеса и преминава през българските колонии в Южна Бесарабия. Целта му е да събере пари за организиране на въоръжени чети, както и да подготви участието в тях на бесарабски българи. Той не постига голям успех с намирането на пари, заради натиска на руската полиция върху българската общност в Одеса.

На 1 януари 1867 година новата организация издава „Привременен закон за народните горски чети за 1867-о лято“, в който са записани организационният принцип на изграждането на четите и правата и задълженията на самите четници. Раковски твърдо вярва, че със създаването на добре организирани чети ще може да се вдигне народа на борба и ще се постигне освобождението му.
През пролетта на 1867 година са прехвърлени четите на Панайот Хитов и на Филип Тотю. 
Георги Раковски умира след тежко боледуване от туберкулоза на 9 октомври 1867 година в 2 часа след полунощ. Най-близките приятели и съратници на Раковски организират погребението му.  Погребан е на 10 октомври в гробищата Щербан водъ (Белу), Букурещ (гробът е отстъпен от Никола Балкански). Присъстват стотици български емигранти, чужди дипломатически представители, румънски журналисти и общественици.

## Костите на Раковски и аферата наКоста Паницав България
През 1884 – 1885 година русенските патриоти излизат с призив към Министерството на външните работи за съдействие да пренесат тленните останки на Раковски  на българска земя и да останат в Русе. С писмо от 24 март 1885 г. сестрата на Раковски Неша категорично отказва това предложение, като отбелязва: „Аз никога не ще се съглася братовите ми кости да се пренесат другаде, освен в Котел. Брат ми е роден в Котел и там трябва следователно да се пренесат и погребат костите му“. Създадена е организация за целта, за председател на комисията по пренасяне костите на Раковски е избран Коста Паница – участник в Сръбско-турската война, Руско-турската война (1877 – 1878), деец на Македоно-одринското революционно движение. Междувременно за нуждите на ВМОРО Коста Паница събира пари и оръжие. През февруари 1885 г. Филип Тотю по поръчение на Паница се прехвърля в Румъния и там с помощта на румънския касоразбивач Нико Жеоржеско убиват и ограбват в Крайова богатия българин Христо Калъпов. Пак по идея на Коста Паница плячката от наполеони, брилянти и облигации трябва да бъде прехвърлена в България с тленните останки на Раковски. Прехвърлянето е насрочено за 2 юни 1885 г. Предната нощ доверени лица на Паница поставят в ковчега всичко откраднато. Костите на Раковски са пренесени с българския кораб „Взрив“ до Русе, а още същия ден до Лом и оттам до София. В София е организирана траурна процесия, начело на която върви княз Батенберг. 
Първоначално костите са занесени за съхранение в тавана на столичното общинско управление, а после – поставени до олтара на църквата „Св. Неделя“. Парите и скъпоценностите са извадени от ковчега, но аферата се разкрива. През 1888 г. ген. Андрей Блъсков вижда тленните останки на Раковски заровени в един ъгъл на църквата, а през 1909 г. Григор Начович, дипломатическият ни агент в Букурещ през 1885 г., действал най-енергично за пренасянето им, алармира, че са захвърлени на църковния таван. Общинският столичен съвет взема решение да ги погребе в софийските гробища, но това не се случва и те си остават на тавана. След атентата през април 1925 г. взривната вълна ги сгромолясва на пода в църквата. Истинско чудо е, че остават относително неповредени, благодарение на металната ракла. През 1942 г. по инициатива на котленската общественост са пренесени в родния му град. Така след 57 години тленните останки на Раковски стигат до родното му място. Понастоящем саркофагът е изложен в Пантеона на Георги Раковски в Котел, построен през 1981 година по случай честването на 1300-годишнината от създаването на България.

## Значение
Георги Раковски е първият идеолог и организатор на националноосвободителното движение в България и е негов ръководител през първите десет години. Като идеен вдъхновител на четническото движение, той не само поставя началото на организираното националнореволюционно движение, но го издига на нов, още по-висок организационен етап. Неговият богат опит и теоретична дейност са използвани от следващото поколение български революционери в лицето на Васил Левски и водачите на Априлското въстание от 1876 година. Следи в духовния живот на българския народ оставя и неговата писателска, журналистическа и публицистична дейност. Целият му живот е посветен на делото за освобождение на България от османско владичество.
Раковски и Левски са две части на една идея – националноосвободителната. Васил Левски е най-успешният и последователен „ученик“ на Раковски, който доразвива идеите му. Раковски проумява, че е нужно народът да се организира в един бунт, в който четите да играят огромна роля – не на кърджалии и хайдуци, а на народни защитници. С тази цел той написва „Горски пътник“, както и „Привременният закон за горските чети“, който трябва да послужи като устав на новото българско правителство. Той е организатор на Първата и вдъхновител на Втората българска легия. Именно в тези две Легии трупа своя боен опит Васил Левски. Тук той  се сдобива със своя прякор – Левски – даден му именно от Раковски, за неговото мъжество и решителност. Пак по време на участието си в двете Легии (Първата и Втората) Дяконът вижда, че народът не е подготвен да въстане и трябва убеждаване по места.Той надгражда  идеите на Раковски. Без да отрича идеята за независима България, добита по революционен път, и за „привременното правителство“, той доразвива тази идея. Според него това „привременно правителство“ трябва да стъпи върху едни тайни комитети, които да работят вътре в страната и да проведат агитация и организационна подготовка по едно всенародно въстание, а да не разчитат на помощ от великите сили. В това е голямото осъзнаване, до което достига Левски, като продължител на делото на Георги Раковски. В последните си мигове през 1867 година Раковски има оживена кореспонденция с Левски по този въпрос. Той се радва, че Левски е достигнал до същите изводи, като него „и дори го е задминал“ и иска да го подпомогне, но вече е физически изтощен, след като е отдал силите си и младостта си за България. Умората взема своя връх и той се разболява тежко (скоро след това умира).

## Памет
На Георги Раковски е наречена улица в центъра на София (Карта).

## Съчинения
- Предвестник Горскаго Пътника (1856, Нови Сад)
- Горски пътник (1857, Нови Сад)
- Показалец или ръководство как да се изискват и издирят най-стари чьрти нашего бытиа, языка, народопоколениа, стараго ни правлениа, славнаго ни прошествиа и проч. Чяст първа. Одеса, 1859
- Неколко речи о Асеню Пьрвому, 1860
- Кратко разсъждение върху тъмния и лъжовния начяла, на коих е основана стара повестност европейских народов (1860)
- Българский за независимото им священство днес възбуден въпрос и нихната народна църква в Цариград. (1860, Белград)
- Глас Едного Българина (1860)
- Отговор на богословска гръцка брошура (1860)
- Преселение в Русия или руската убийствена политика за българите[17], 1861 (Текст). Преиздадена през 1886 от Захари Стоянов с негов предговор. (Текст на изданието от 1886).
- в. „Дунавски лебед“, 1860 – 1861
- Българский вероизповеден въпрос с фанариотите и голямая мечтайна идея панелинизма, Букурещ, 1864
- Българска старина, 1865
- Българските хайдути, 1867
- Съчинения. Под ред. на М. Арнаудов. София, 1922
- Автобиография и мемоари (1925, София).
- Архив на Г. С. Раковски. Т. 1 – 4. София: БАН 1952 – 1969
- Съчинения в 4 тома. Ред. кол. В. Трайков, К. Топалов, Св. Гюрова. София: Български писател, 1983 – 1988